# Лебедев, Фома Михайлович
Фома Михайлович Лебедев (2 мая 1921 — 24.04.1989) — командир отделения 12-го отдельного гвардейского сапёрного эскадрона (8-я гвардейская кавалерийская дивизия, 6-й гвардейский кавалерийский корпус, 1-й Украинский фронт) гвардии сержант, участник Великой Отечественной войны, кавалер ордена Славы трёх степеней.

## Биография
Родился 2 мая 1921 года на хуторе Петруши ныне Даниловского района Волгоградской области в семье крестьянина. Русский.
В 1936 году окончил 5 классов, работал в колхозе «Дудачный».
В октябре 1940 года был призван в Красную армию Петровским райвоенкоматом Сталинградской области. Службу походил в Забайкальском военном округе, на монгольской границе. Окончил окружную школу химических инструкторов. Здесь встретил начало Великой Отечественной войны.
В действующей армии с августа 1943 года. Весь боевой путь прошёл в составе 8-й гвардейской кавалерийской дивизии, был командиром отделения 12-го отдельного гвардейского сапёрного эскадрона.
Первую боевую награду получил в наступательных боях осенью 1943 года. Отделение под его командованием разминировало подступы к переправам, возводил переправы через реки Десна, Хмара, Сож, Вихря, Городня. Награждён медалью «За отвагу».
28 января- 2 февраля 1944 года, во время рейда дивизия по тылам Ровенской группировки противника, гвардии сержант Лебедев грамотно организовывал работу отделении при наведении переправ, обеспечивая своевременное продвижение частей дивизии. 2 февраля в боях в городе Ровно (Украина) при отражении вражеской контратаки умело руководил отделением, лично уничтожил 4 солдат противника и 1 взял в плен. Под огнём противника разминировал подступы к мосту через реку Устье.
Приказом по частям 8-я гвардейской кавалерийской дивизии от 15 февраля 1944 года гвардии сержант Лебедев Фома Михайлович награждён орденом Славы 3-й степени.
В середине октября 1944 года в боях за город Дебрецен (Венгрия) гвардии сержант Лебедев в составе группы разведчиков проник в тыл противника на глубину до 30 км. Напав на группу гитлеровцев разведчики захватили 3 пленных, первый был на счету Лебедева. Все три языка были с ценными документами. Вынес с поля боя тяжело раненого товарища. За этот поиск был представлен к награждению орденом Отечественной войны 2-й степени.
Приказом по войскам 2-го Украинского фронта от 22 января 1945 года (№ 6/н) гвардии сержант Лебедев Фома Михайлович награждён орденом Славы 2-й степени.
29 марта 1945 года, переправившись через реку Ваг в тыл врага, гвардии сержант Лебедев со своим отделением заминировал дороги, ведущие к переправе в 4 км западнее города Нове-Замки (Словакия). В схватке с противником лично истребил 12 вражеских солдат. Доставил ценные сведения. Был представлен к награждению орденом Славы 1-й степени.
Последнее наградой сапёра Лебедева стал орден Красной Звезды. 5-7 апреля он со своим отделением, проникнув в тыл противника взорвал железнодорожное полотно на станции Кута, затем своевременно навёл переправу через реку Морава. Войну закончил в Чехословакии.
Указом Президиума Верховного Совета СССР от 15 мая 1946 года гвардии сержант Лебедев Фома Михайлович награждён орденом Славы 1-й степени. Стал полным кавалером ордена Славы.
В мае 1946 года был демобилизован.
Вернулся на родину. Жил на хуторе Дудачный Фроловского района Волгоградской области. Старшина в отставке (1952). Работал трактористом, механизатором в совхозе «Дудачный» до выхода на пенсию в мае 1981 года.
Последние годы жил в районном центре городе Фролово. Скончался 24 апреля 1989 года.

## Награды
- Орден Октябрьской Революции (1971)
- Орден Отечественной войны I степени (11.03.1985)[3]
- Орден Красной Звезды (13.05.1945)[4]
- Полный кавалер ордена Славы:
  - орден Славы I степени (13.05.1945)[5];
  - орден Славы II степени (22.15.02.194401.1944)[6];
  - орден Славы III степени (17.07.1944)[7];
- Орден «Знак Почёта» (1966)
- медали, в том числе:
  - «За отвагу» (13.10.1943)[8]
  - «В ознаменование 100-летия со дня рождения Владимира Ильича Ленина» (6 апреля 1970)
  - «За победу над Германией» (9 мая 1945[9])
  - «20 лет Победы в Великой Отечественной войне 1941—1945 гг.» (7 мая 1965[10])
  - «30 лет Победы в Великой Отечественной войне 1941—1945 гг.»[11]
  - 40 лет Победы в Великой Отечественной войне 1941—1945 гг.[12]
  - «30 лет Советской Армии и Флота»[13]
  - «40 лет Вооружённых Сил СССР»[14]
  - «50 лет Вооружённых Сил СССР» (26 декабря 1967[15])
- Знак «25 лет победы в Великой Отечественной войне» (1970)

## Память
- На могиле установлен надгробный памятник
- Его имя увековечено в Главном Храме Вооружённых сил России, и навсегда запечатлено на мемориале «Дорога памяти»
- В городе Фролово на доме где жил ветеран (улица Пролетарская, д.14) установлена мемориальная доска.
- Память о нём увековечена памятным знаком в совхозе Дудачный, именем ветерана названа Дудаченская школа.